# Helin-Roman-Crockett
Helin-Roman-Crockett (111P/Helin-Roman-Crockett) är en periodisk komet. Den upptäcktes 5 januari 1989 av Eleanor F. Helin när hon studerade bilder tagna av Ronald P. Helin, Brian P. Roman och Randy L. Crockett vid Palomarobservatoriet.
Senare hittade man även kometen på bilder tagna 2 och 3 januari.
Kometen kommer ibland mycket nära Jupiter. Vid en sådan passage 1976 kom kometen att hamna i omloppsbana runt planeten på samma sätt som Shoemaker-Levy 9 gjorde. När kometen var som längst från Jupiter (apoapsis) utsattes dock kometen för solens dragningskraft och drogs ut ur omloppsbanan. Nästa gång kometen kommer att hamna i omloppsbana runt Jupiter är år 2071. Risken finns att kometen kommer att sluta med en kollision lik Shoemaker-Levy 9 eller sändas ut i en ny omloppsbana.